# Collegio uninominale Calabria - 02 (Camera dei deputati 2020)
Il collegio elettorale uninominale Calabria - 02 è un collegio elettorale uninominale della Repubblica Italiana per l'elezione della Camera dei deputati.

## Territorio
Come previsto dalla legge n. 51 del 27 maggio 2019, il collegio è stato definito tramite decreto legislativo all'interno della circoscrizione Calabria.
È formato dal territorio di 98 comuni della provincia di Cosenza: Acquappesa, Aiello Calabro, Aieta, Altilia, Amantea, Aprigliano, Belmonte Calabro, Belsito, Belvedere Marittimo, Bianchi, Bisignano, Bonifati, Buonvicino, Carolei, Carpanzano, Casali del Manco, Castiglione Cosentino, Castrolibero, Cellara, Cerisano, Cervicati, Cerzeto, Cetraro, Cleto, Colosimi, Cosenza, Diamante, Dipignano, Domanico, Fagnano Castello, Falconara Albanese, Figline Vegliaturo, Fiumefreddo Bruzio, Fuscaldo, Grimaldi, Grisolia, Guardia Piemontese, Lago, Laino Borgo, Laino Castello, Lappano, Lattarico, Longobardi, Luzzi, Maierà, Malito, Malvito, Mangone, Marano Marchesato, Marano Principato, Marzi, Mendicino, Mongrassano, Montalto Uffugo, Mormanno, Mottafollone, Orsomarso, Panettieri, Paola, Papasidero, Parenti, Paterno Calabro, Pedivigliano, Piane Crati, Pietrafitta, Praia a Mare, Rende, Roggiano Gravina, Rogliano, Rose, Rota Greca, Rovito, San Benedetto Ullano, San Fili, San Lucido, San Marco Argentano, San Martino di Finita, San Nicola Arcella, San Pietro in Amantea, San Pietro in Guarano, San Sosti, San Vincenzo La Costa, Sangineto, Santa Caterina Albanese, Santa Domenica Talao, Santa Maria del Cedro, Santa Sofia d'Epiro, Sant'Agata di Esaro, Santo Stefano di Rogliano, Scalea, Scigliano, Serra d'Aiello, Spezzano della Sila, Tarsia, Torano Castello, Tortora, Verbicaro e Zumpano.
Il collegio è parte del collegio plurinominale Calabria - 01.

## Eletti
| Elezione | Elezione | Deputato          | Partito            |
| -------- | -------- | ----------------- | ------------------ |
|          | 2022     | Anna Laura Orrico | Movimento 5 Stelle |
|          | 2022     | Andrea Gentile    | Forza Italia       |

1. ↑  In data 12.03.2025, in seguito a un riconteggio delle schede, viene annullata l'elezione di Anna Laura Orrico e proclamato eletto Andrea Gentile.

## Dati elettorali

### XIX legislatura
Come previsto dalla legge elettorale, 147 deputati sono eletti con sistema a maggioranza relativa in altrettanti collegi uninominali a turno unico.
| Candidati                                 | Candidati                   | Voti    | %     | Liste                                                | Voti    | %     |
| ----------------------------------------- | --------------------------- | ------- | ----- | ---------------------------------------------------- | ------- | ----- |
|                                           | Anna Laura Orrico ✔️ Eletto | 66 193  | 36,62 | Movimento 5 Stelle                                   | 66 193  | 36,62 |
|                                           | Andrea Gentile              | 65 711  | 36,35 | Fratelli d'Italia                                    | 30 120  | 16,66 |
| Forza Italia                              | Andrea Gentile              | 65 711  | 36,35 | 24 364                                               | 13,48   |       |
| Lega per Salvini Premier                  | Andrea Gentile              | 65 711  | 36,35 | 10 559                                               | 5,84    |       |
| Noi moderati/Lupi - Toti - Brugnaro - UDC | Andrea Gentile              | 65 711  | 36,35 | 668                                                  | 0,37    |       |
|                                           | Vittorio Pecoraro           | 28 590  | 15,82 | Partito Democratico - IDP                            | 22 083  | 12,22 |
| Alleanza Verdi e Sinistra                 | Vittorio Pecoraro           | 28 590  | 15,82 | 3 060                                                | 1,69    |       |
| +Europa                                   | Vittorio Pecoraro           | 28 590  | 15,82 | 2 116                                                | 1,17    |       |
| Impegno Civico - Centro Democratico       | Vittorio Pecoraro           | 28 590  | 15,82 | 1 331                                                | 0,74    |       |
|                                           | Annunziata Paese            | 7 968   | 4,41  | Azione - Italia Viva - Calenda                       | 7 968   | 4,41  |
|                                           | Luisa Giglio                | 4 722   | 2,61  | Unione Popolare                                      | 4 722   | 2,61  |
|                                           | Anna D'Agni                 | 2 206   | 1,22  | Italexit                                             | 2 206   | 1,22  |
|                                           | Sofiateresa Scerbo          | 1 962   | 1,09  | Italia Sovrana e Popolare                            | 1 962   | 1,09  |
|                                           | Vincenzo Fossari            | 1 082   | 0,60  | Partito Comunista Italiano                           | 1 082   | 0,60  |
|                                           | Michele Castellano          | 575     | 0,32  | Partito Animalista Italiano – UCDL – 10 Volte Meglio | 575     | 0,32  |
|                                           | Giovanni Trombino           | 467     | 0,26  | Alternativa per l'Italia (PdF - Exit)                | 467     | 0,26  |
|                                           | Alessandro Buccieri         | 365     | 0,20  | Forza del Popolo                                     | 365     | 0,20  |
|                                           | Saverina Sena               | 332     | 0,18  | Sud chiama Nord                                      | 332     | 0,18  |
|                                           | Carlo Florio                | 326     | 0,18  | Vita                                                 | 326     | 0,18  |
|                                           | Maria Assunta Lattuca       | 260     | 0,14  | Noi di Centro – Europeisti                           | 260     | 0,14  |
| Totale                                    | Totale                      | 180 759 | 100   |                                                      | 180 759 | 100   |
|                                           |                             |         |       |                                                      |         |       |
| Schede bianche                            | Schede bianche              | 4 678   | 2,44  |                                                      |         |       |
| Schede nulle                              | Schede nulle                | 6 107   | 3,19  |                                                      |         |       |
| Votanti                                   | Votanti                     | 191 544 | 55,36 |                                                      |         |       |
| Elettori                                  | Elettori                    | 346 013 |       |                                                      |         |       |

L'ufficio elettorale regionale proclamò eletta Orrico con 66.193 voti, a fronte dei 65.711 voti conseguiti da Gentile (uno scarto, quindi, di 482 voti). La Giunta delle elezioni e delle immunità deliberò l'istituzione di un comitato per la revisione delle schede dichiarate nulle e delle schede contestate; furono esaminate 10.785 schede non valide, di cui 4.678 bianche. Sulla base di tale revisione sono stati assegnati 1.623 voti, di cui 958 attribuiti a Gentile, 234 a Orrico, 263 a Pecoraro, 60 a Paese e gli altri distributi tra gli altri candidati. Alla luce di questi numeri, che vedono Gentile davanti a Orrico con uno scarto di 213 voti, è stato approvato l'annullamento dell'elezione di Orrico e la conseguente proclamazione di Gentile.